# Sgor an Lochain Uaine
Sgor an Lochain Uaine (czasem też "The Angel's Peak") – szczyt w paśmie Cairngorm, w Grampianach Wschodnich. Leży w Szkocji, w regionie Aberdeenshire. Jest to piąty co do wysokości szczyt w Szkocji. 